# فرانچسکو مالاتستا
فرانچسکو مالاتستا (ایتالیایی: Francesco Malatesta؛ زادهٔ ۵ ژوئن ۱۹۰۷) دوچرخه‌سوار اهل ایتالیا است.